# Woermannhaus (Swakopmund)
Das Woermannhaus (selten auch Woermann-Haus) in Swakopmund, Namibia ist eines der ältesten Gebäude der Stadt und eines ihrer meistbesuchten Wahrzeichen.

## Geschichte
Der Gebäudekomplex wurde 1894 nach den Plänen des Architekten Friedrich Höft im historisierenden Fachwerk-Baustil für den Hamburger Kaufmann und Reeder Adolph Woermann und dessen deutsch-südwestafrikanische Damara und Namaqua Handelsgesellschaft mbH (ab 1909 Woermann, Brock & Co) errichtet. Der Komplex besteht aus dem Haupthaus, einem Innenhof und dem sogenannten Damaraturm. Letzterer diente auch als Aussichtspunkt für einlaufende Schiffe, als Wasserturm und als Flaggenmast. 1903 und 1904 wurden weitere Büroräume ergänzt. Der Innenhof bestand ursprünglich aus einer Rasenfläche.
1921 wurde das Woermannhaus von der südafrikanischen Verwaltung übernommen, die das Gebäude von 1924 bis 1972 als ein Jugendheim nutzte. Am 10. Dezember 1971 wurde das damals heruntergekommene Woermannhaus vom Rat für Nationale Denkmäler zum Baudenkmal erklärt und nach aufwändigen Renovierungs- und Restaurierungsarbeiten wurde es am 22. Oktober 1976 der Öffentlichkeit übergeben. Auch die Innenausstattung wurde weitestgehend erhalten. Am Dachgesims des vom Innenhof her zugänglichen Treppenhauses sind übereck zwei Sinnsprüche zu lesen: „JEDER LASSE HIER ZWIETRACHT VOR DER TÜR“ und „IN DIESEN MAUERN MÖG EINTRACHT DAUERN“. Das Woermannhaus beherbergt heute unter anderem eine Bibliothek, einen Souvenirshop und eine Touristeninformation.